# 아노모클로아
아노모클로아(학명: Anomochloa marantoidea 아노모클로아 마란토이데아[*])는 브라질에서 발견되는 벼과 식물이다. 아노모클로아족(Anomochloeae)와 아노모클로아속(Anomochloa)에 속하는 유일종이다. 원산지는 브라질 동부의 바이아주이다.